# Jean-Pierre De Petro
Jean-Pierre De Petro (Villard-de-Lans, 20 giugno 1939) è un ex slittinista francese.
Ha gareggiato nella competizione del singolo maschile di slittino ai Giochi olimpici invernali del 1968.

## Partecipazioni olimpiche
| Competizione | Pos. | Data            | Città    |
| ------------ | ---- | --------------- | -------- |
| Singolo      | 35ª  | 4 febbraio 1968 | Grenoble |